# セックヴァベック

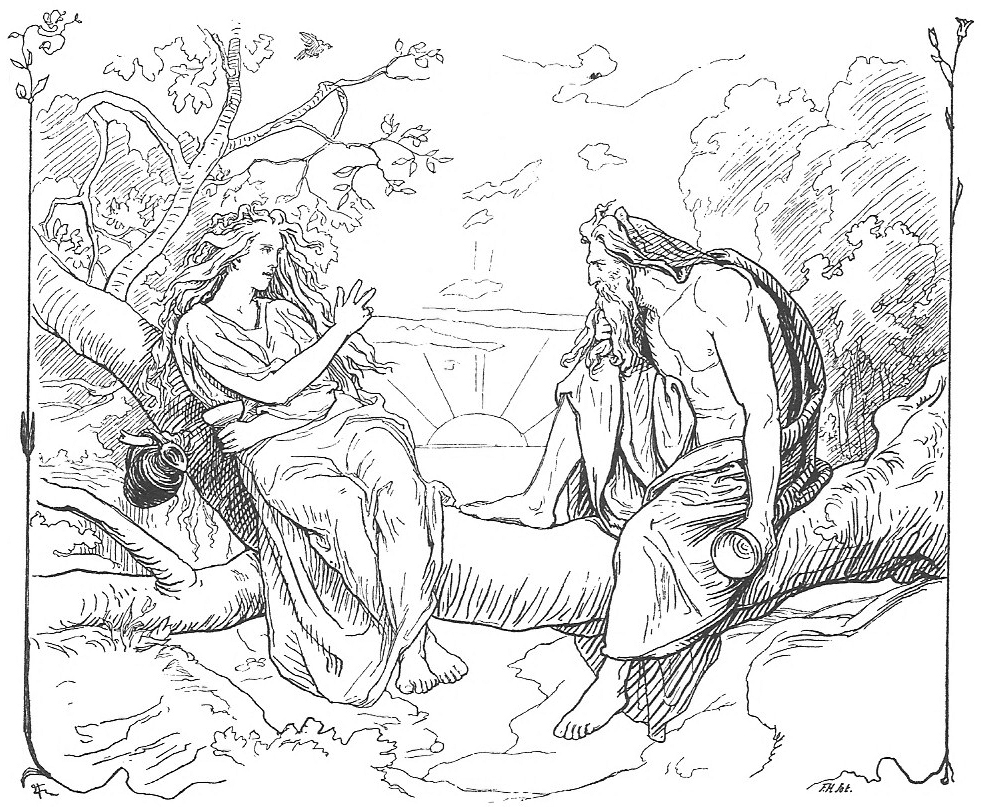
(1895)

セックヴァベック（古ノルド語: Sökkvabekkr）は、北欧神話に登場する宮殿のことである。その名前は、「沈んだ土手(英: sunken bank)」、「沈んだ長椅子(英: sunken bench)」、「財宝の貯蔵所(英: treasure bank)」、または「沈んだ長椅子の広間」の意味である。
『ギュルヴィたぶらかし』には、女神サーガが住む大きな館だと書かれている。
『グリームニルの言葉』第7節には、オーディンとサーガが毎日のように黄金の杯で酒を楽しむことが書かれている。セックヴァベックは4番目に紹介される。